# Чеський Крумлов
Че́ський Кру́млів (чеськ. Český Krumlov, нім. Böhmisch Krummau) — місто у Південночеському краї Чехії. Розташоване на річці Велтава. Історичний центр міста у 1992 році включений у список об'єктів Світової спадщини ЮНЕСКО.

## Пам'ятки

### Замок

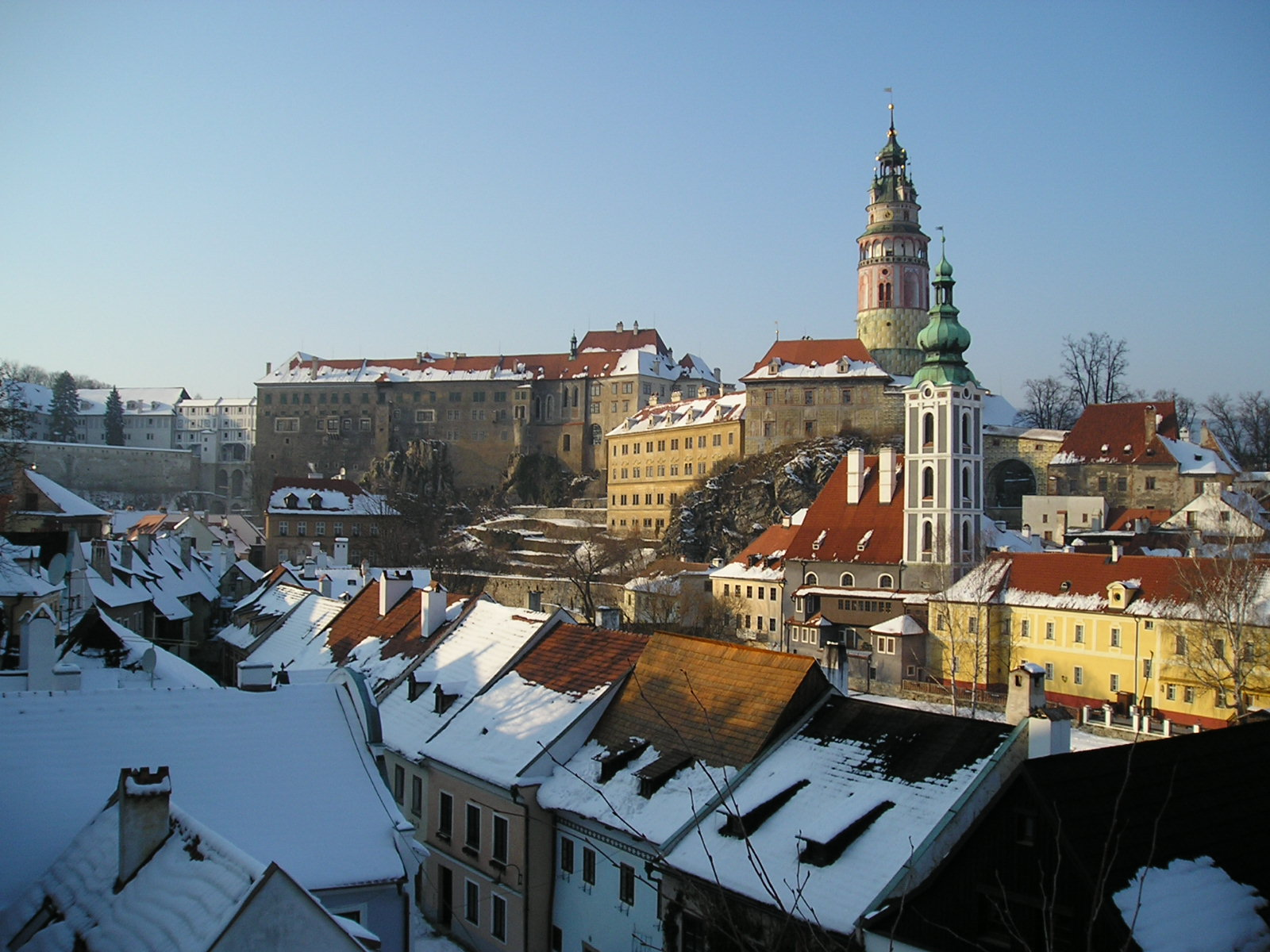
Крумловський замок

Крумловський замок вважається другим за величиною у Чехії після Празького граду. Замок розташований на крутому скелястому мисі, який омивається річкою Влтавою. Дорога в замок лежить через кам'яний міст, прикрашений статуями Діви Марії та Святого Йосифа Обручника. За час свого існування замок кілька разів перебудовували, додаючи до його образу риси ренесансу та бароко. З північної сторони замок являє собою прямокутну будівлю, на південній стороні знаходяться стайні епохи Ренесансу, склад солі і кам'яний фонтан (середина XV століття).
З вежі відкривається красивий вид на замок і місто. На східній та північній стороні розташовується великий двір Нижнього замку, також там знаходяться палати графа (1578); в південному крилі — монетний двір, а в західному можна побачити готичну вежу. Фасади прикрашені сграффіто в стилі епохи Ренесансу і фресками в стилі бароко. У центрі двору знаходиться кам'яний фонтан (1641).
Костел Святого Віта
Костел Святого Віта  (чеськ. Kostel svatého Víta) - католицький парафіяльний храм ческокрумловского приходу єпархії Ческе-Будейовіце в готичному стилі. Розташований на прибережному мисі над Влтавою в історичному центрі Ческі-Крумлова (Чехія), поряд з Крумловський замком є однією з двох архітектурних домінант міста. Храм входить до складу об'єкта всесвітньої спадщини ЮНЕСКО в Чехії «Історичний центр міста Ческі-Крумлов» (з 1992 року), а також є національним пам'ятником культури Чеської Республіки (з 1995 року). Під'їжджаючи до Чеського Крумлову на автомобілі, можна звернути увагу на дві споруди, які виділяються з міської архітектури. Перша - це Замок, а друга - будівля з високим шпилем. Це костел Святого Віта. Разом вони утворюють цільну архітектурну композицію. Зовні церква виконана в готичному стилі, а у внутрішньому оздобленні переважає неоготика. Правда, три сповідальні споруджені в стилі бароко. При костелі діють дві каплиці. Сьогодні в костьолі Святого Віта проходять церковні служби. Іноді проводяться концерти органної музики.
Замкова вежа
Замкова вежа, мабуть, найвідоміший символ Ческі-Крумлова. Прапор на вершині сяє на висоті 86 метрів над річкою Влтава. Башта має готичне ядро, але вона була виконана у стилі ренесансу. Нижня секція була створена в середині 13 століття , а другий поверх, трохи більш вузький і відокремлений від нижнього вузьким виступом, на сто років молодший. Вежі Відродження було надано у формі після завершення будівництва в 1581 році , спроектованого італійським архітектором Бальдассаро Маггі з Ароньо (близько 1550-1619). Зовнішнє оздоблення башти, а також Градека в 1590 році - це робота художника Рожмберка, Бартоломея Беранека , прізвисько Єлинека († 1618).Стінки були широко відремонтовані та частково реконструйовані з 1994 по 1996 рік .Галерея прикрашена аркадами на 19 колон .У башті висіло чотири дзвони , найважчий з яких оцінюється вагою 1800 кг і датується 1406 . Інші малі дзвони, відомі як годинникові дзвони, висіли на ліхтарі на вершині вежі протягом 400 років.

## Цікаві технічні деталі
Кількість сходинок - 162, висота - 54,5 м , висота від поверхні річки Велтава -  86м , висота до галереї - 24,6 м , максимальний діаметр вежі - 12 м, максимальна товщина стінки - 3,7 м.

## Дзвони в дзвіниці:
Дзвін 1: маса 1800 кг, виконана в 1406 р., діаметр 1,47 м. 
Дзвін 2: вага 1400 кг, зроблено в 1671 році, діаметр 1,36 м.
Дзвін 3: вага 410 кг, виконана в 1406 р., діаметр 0,84 м.
Дзвін 4: вага 75 кг, зроблено в 1744 році, діаметр 0,52 м.
Монетний двір
Мета цієї споруди була, звичайно ж, карбування монет. Але що примітно, Монетний двір, з часів створення, так жодного разу не був використаний для цієї мети. Коли будівництво було закінчено, в будівлі оселилося лісництво, а через якийсь час у нього переїхав окружний архів. Був період, коли в Монетному дворі засідав відділ судочинства. Сьогодні в цій будівлі виставляються експозиції предметів, що зберігаються в запасниках замку. Частина Монетного двору дерев'яна, а та, що згоріла внаслідок великої пожежі, була замінена на кам'яну.
Плащовий міст
Незвичайною пам'яткою Чеського Крумлова є Плащовий міст. Час побудови моста - XVIII століття. А свою назву він отримав від особливого виду фортечних споруд, які називали «плащ». Він побудований в п'ять поверхів, і перекинутий через глибокий рів, що з'єднує Верхній замок і замковий сад. На двох верхніх поверхах розташувалися зимові сади і по них проходять замкові коридори. А нижні проходи зв'язують між собою театр і зал маскарадів. Переходи моста прикрашені фігурками святих, яких шанували в місті. Раніше він був дерев'яним з розвідним механізмом, і лише в 50-х роках XVIII століття його перебудували на кам'яний.
Культура
У Чеській Крумлові щорічно проводяться численні фестивалі та інші заходи, включаючи Фестиваль "П'яти пір'яних троянд", який проводиться у вихідні дні літнього сонцестояння . Центр міста перетворюється на середньовічне місто з ремісниками, художниками, музикантами та місцевими жителями середньовічних костюмів. Діяльність включає в себе розваги, фехтування , історичні танцювальні вистави та народний театр у замковому дворі та вздовж річки. Вона закінчується фейєрверком .
Міжнародний музичний фестиваль "Ческі Крумлов" починається в липні і закінчується в серпні, а також має міжнародну музику різних жанрів. [8] Інші подібні заходи проводяться протягом усього року. Літні музичні фестивалі включають фестиваль блюзу, рок та душу Open Air Krumlov, який відбувся наприкінці червня в пивзаводі Garden Eggenberg.
З часу " оксамитової революції" в 1989 році в цьому районі було створено понад вісімдесят ресторанів. Багато ресторанів розташовані вздовж річки та поблизу замку.
Існує музей, присвячений напівдорогоцінному дорогоцінному камінь Молдавіту в центрі міста. 

## Відомі люди
- Грегор Кардаш — нотаріус, посол Райхсрату[6].
- Егон Шиле (1890-1918), художник. У місті є музей - Центр мистецтв ім. Егона Шиле.
- Карел Шмірусь (1890-1981), вчений.
- Петро Ебен (1929 р.н.), композитор.
- Анна Хромі (1940 р.н.), художник і скульптор.
- Дана Кучтова (1961 р.н.), політик.
- Петро Мук (1965-2010), поп-співак.
- Томас Кобес (1978 р.н.), спортсмен-слаломіст.
- Ян Матура (1980 р.н.), спортсмен-ноубордист.
- Лудек Секяра (1964 р.н.), бізнесмен.

Корисна інформація для туристів
Коли приїжджати - цілий рік. Взимку тут спокійніше, але порожнім не буває ніколи. У день літнього сонцестояння проходить Свято п’ятипелюсткової троянди – все місто переодягається в середньовічні костюми, на вулицях народ бавлять блазні, на березі річки розкидається фольклорний театр, проводяться цікаві конкурси та ігри.

## Світлини

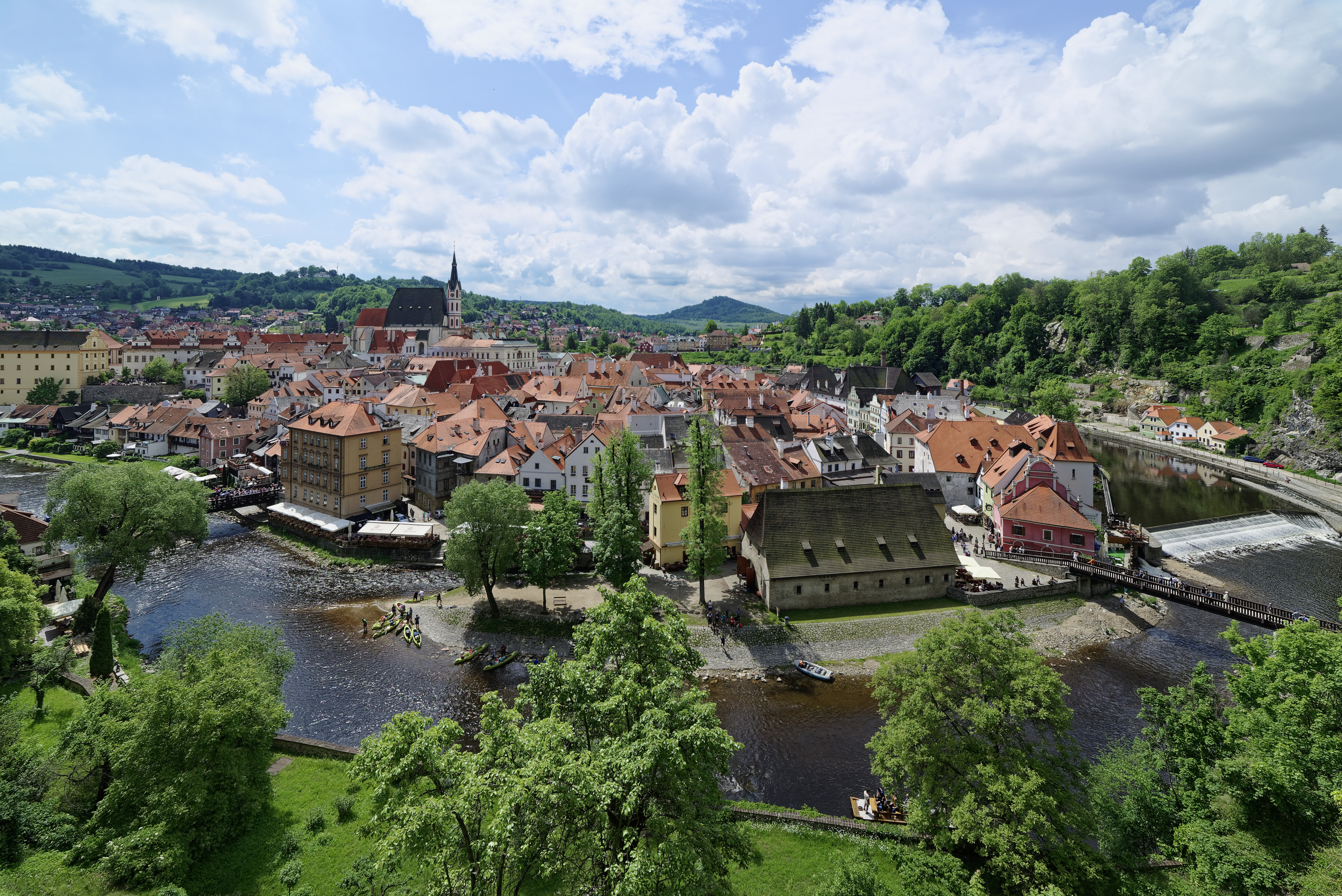
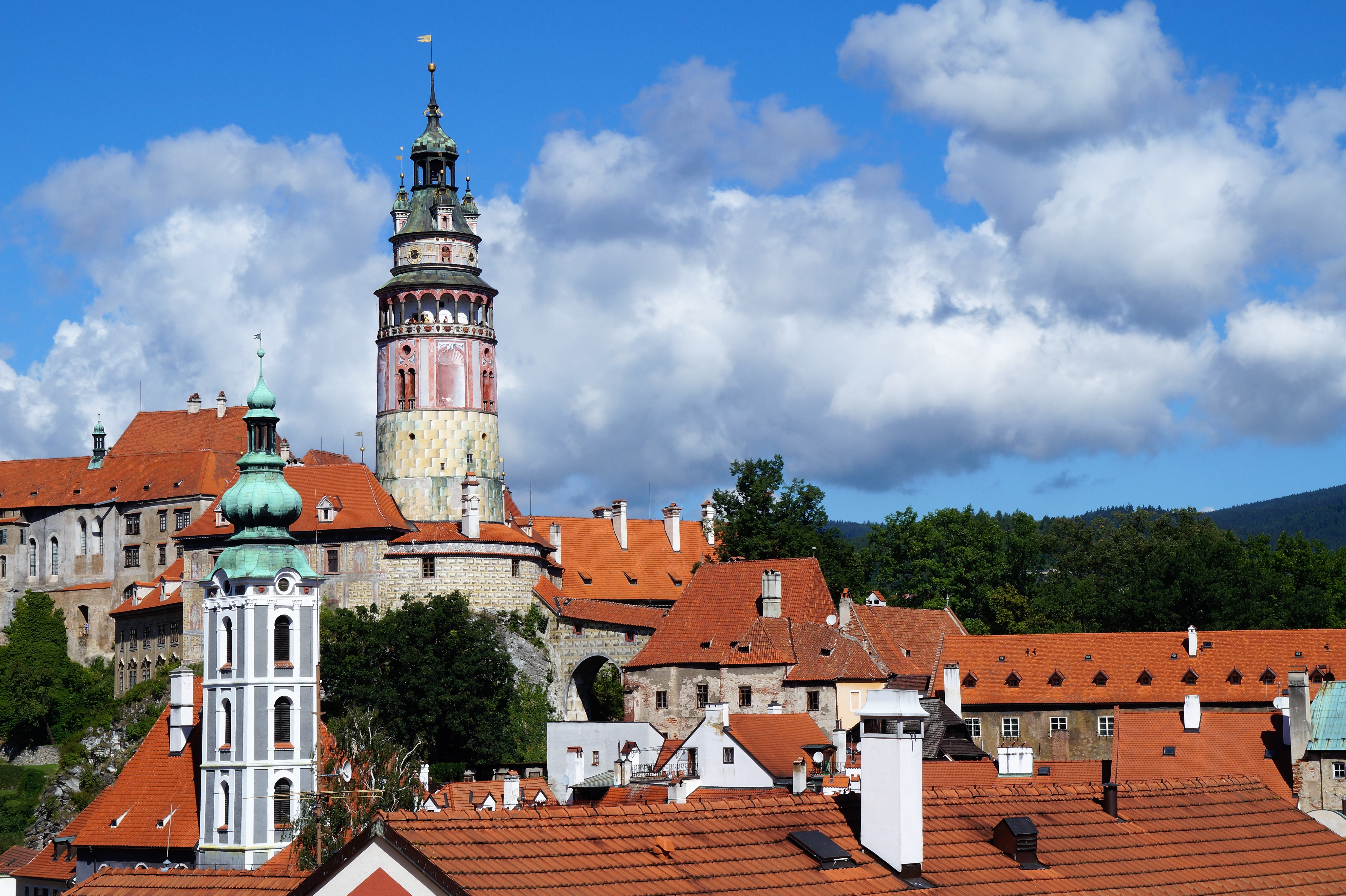
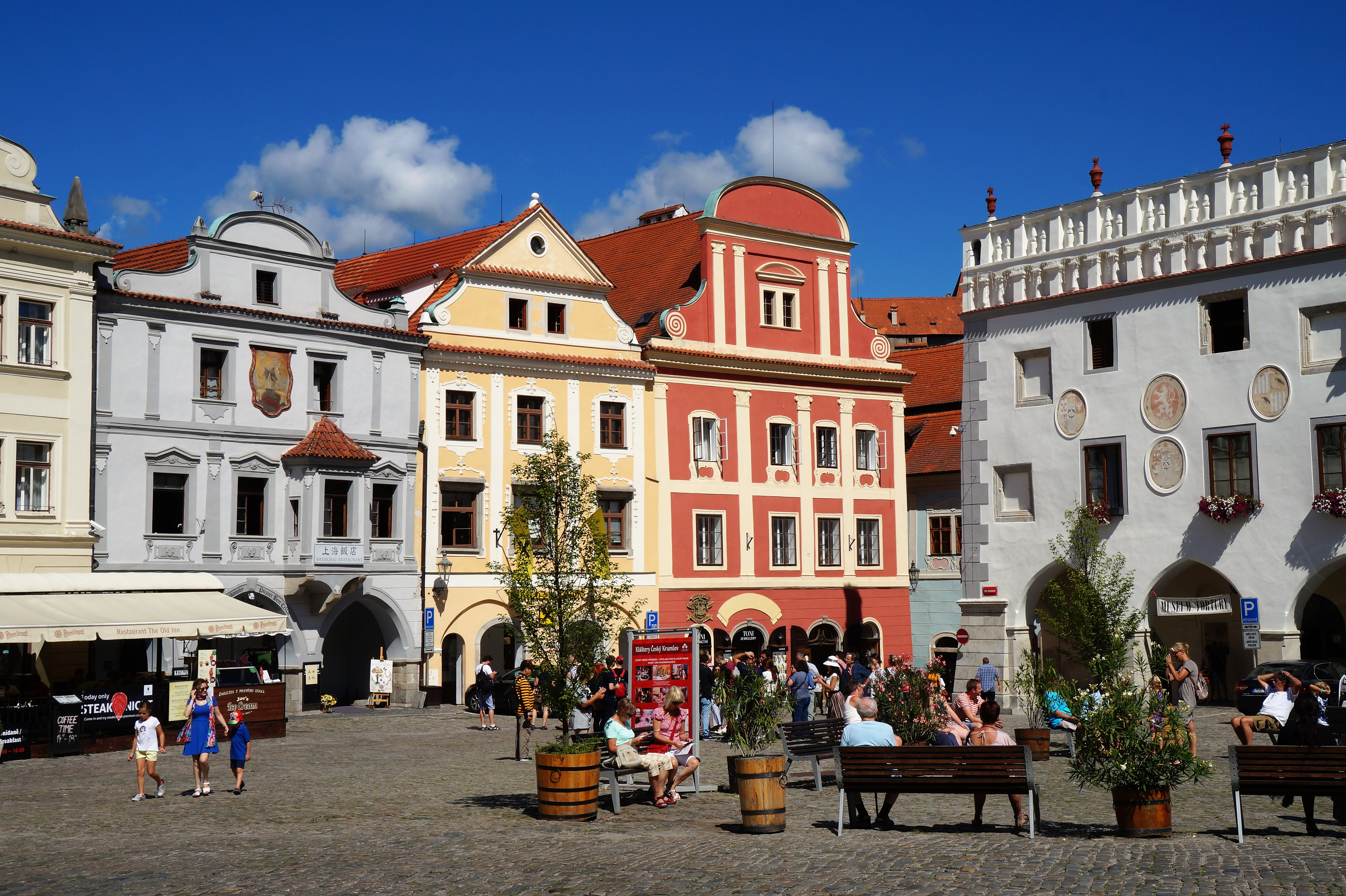
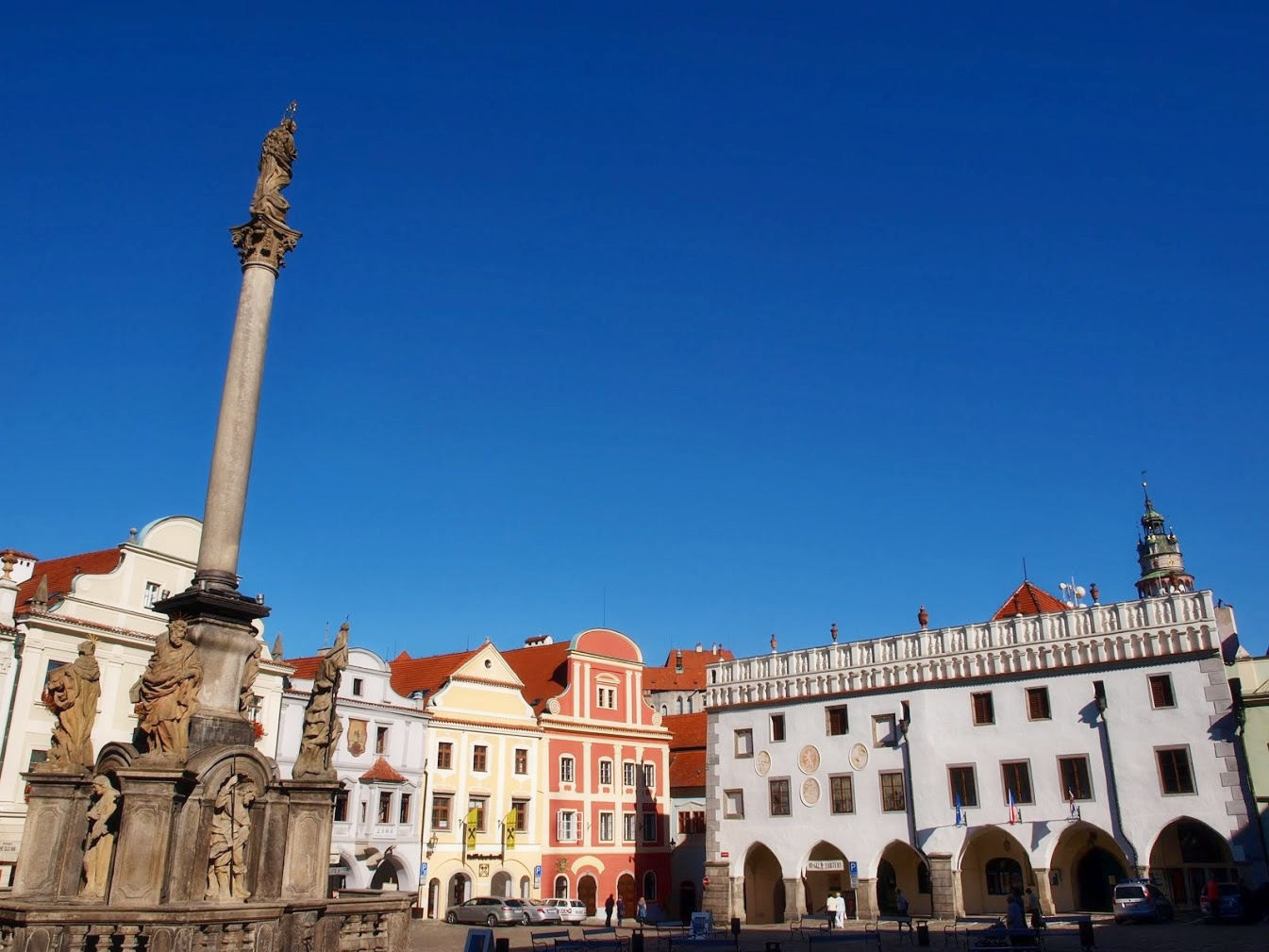
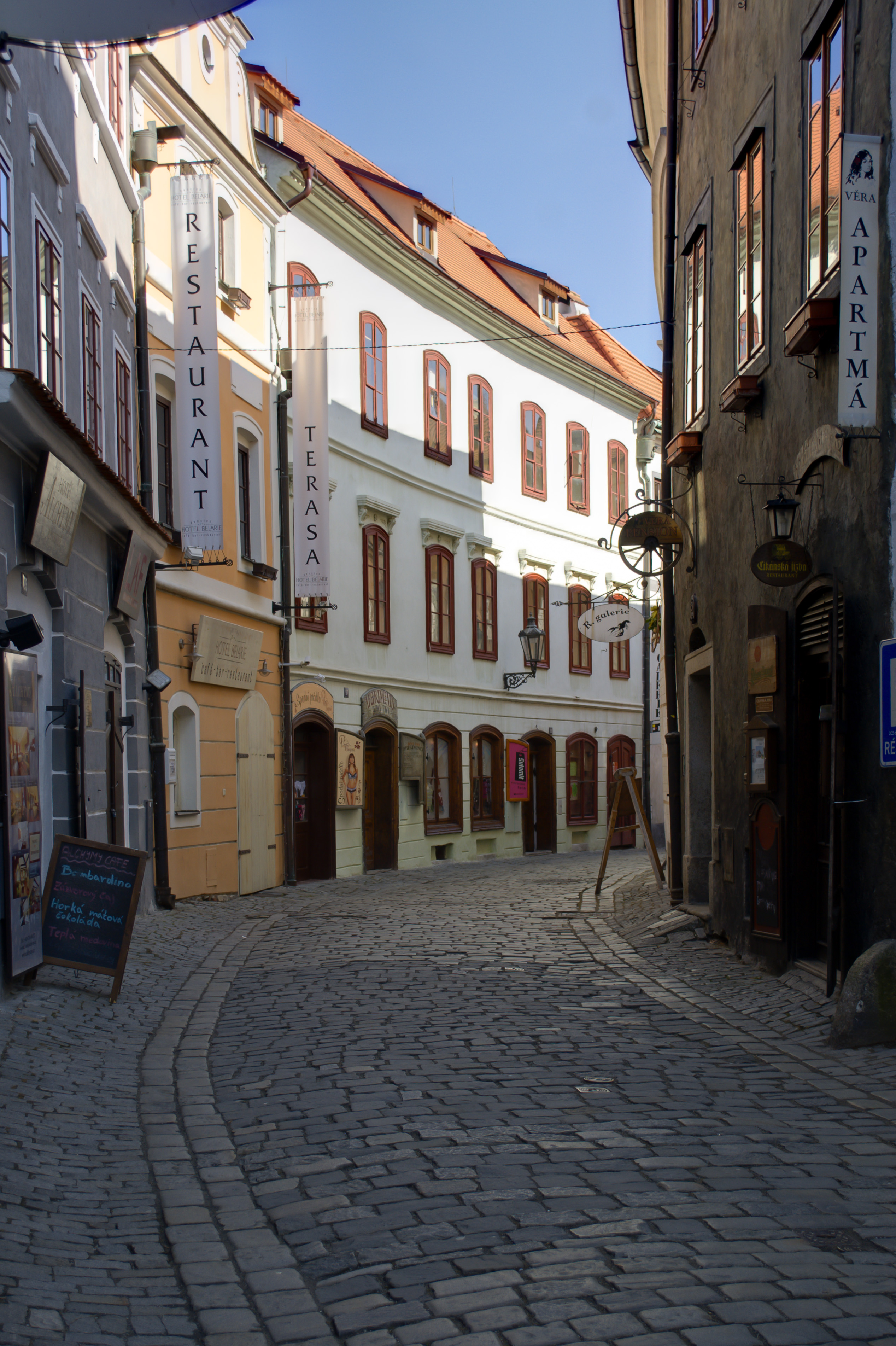
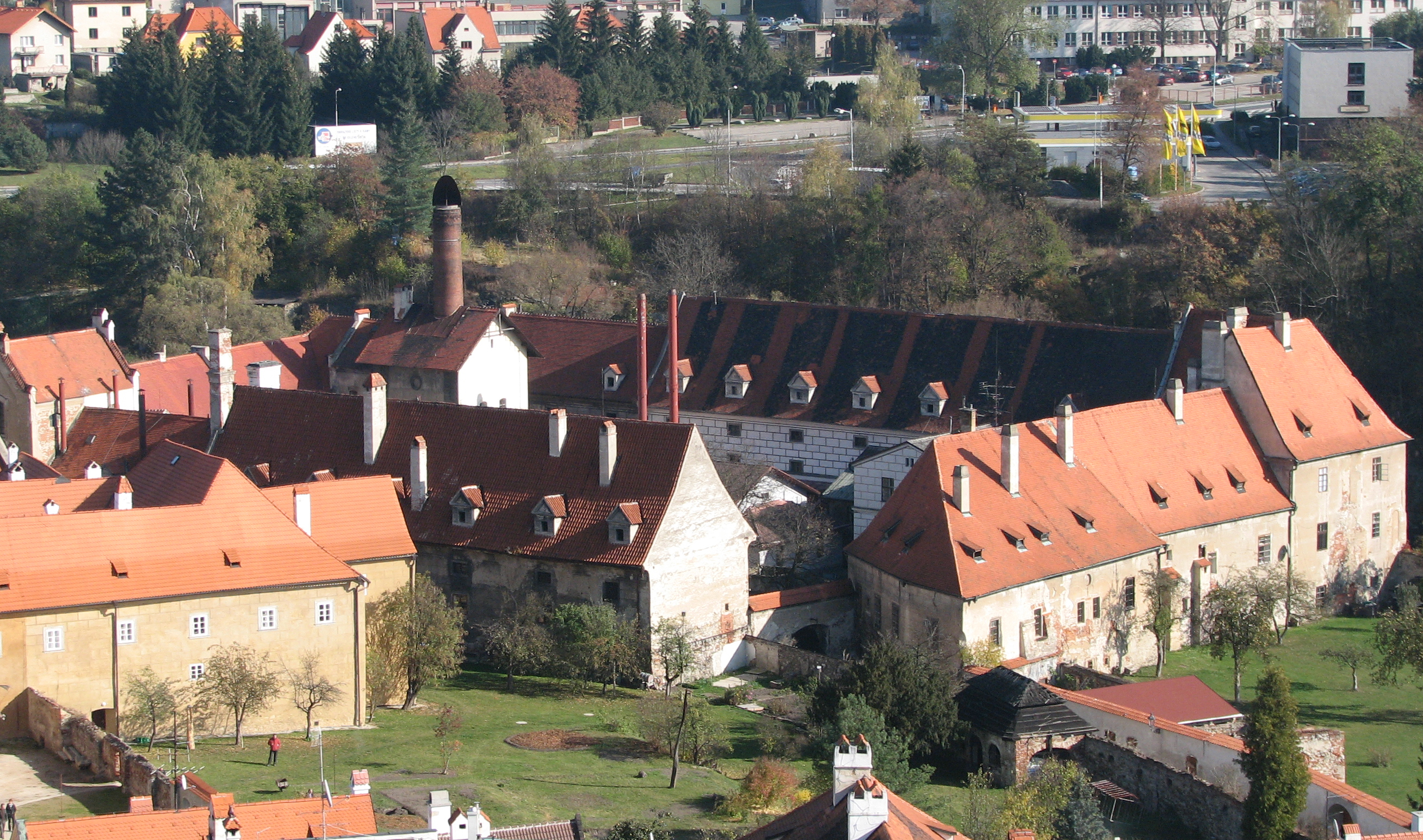
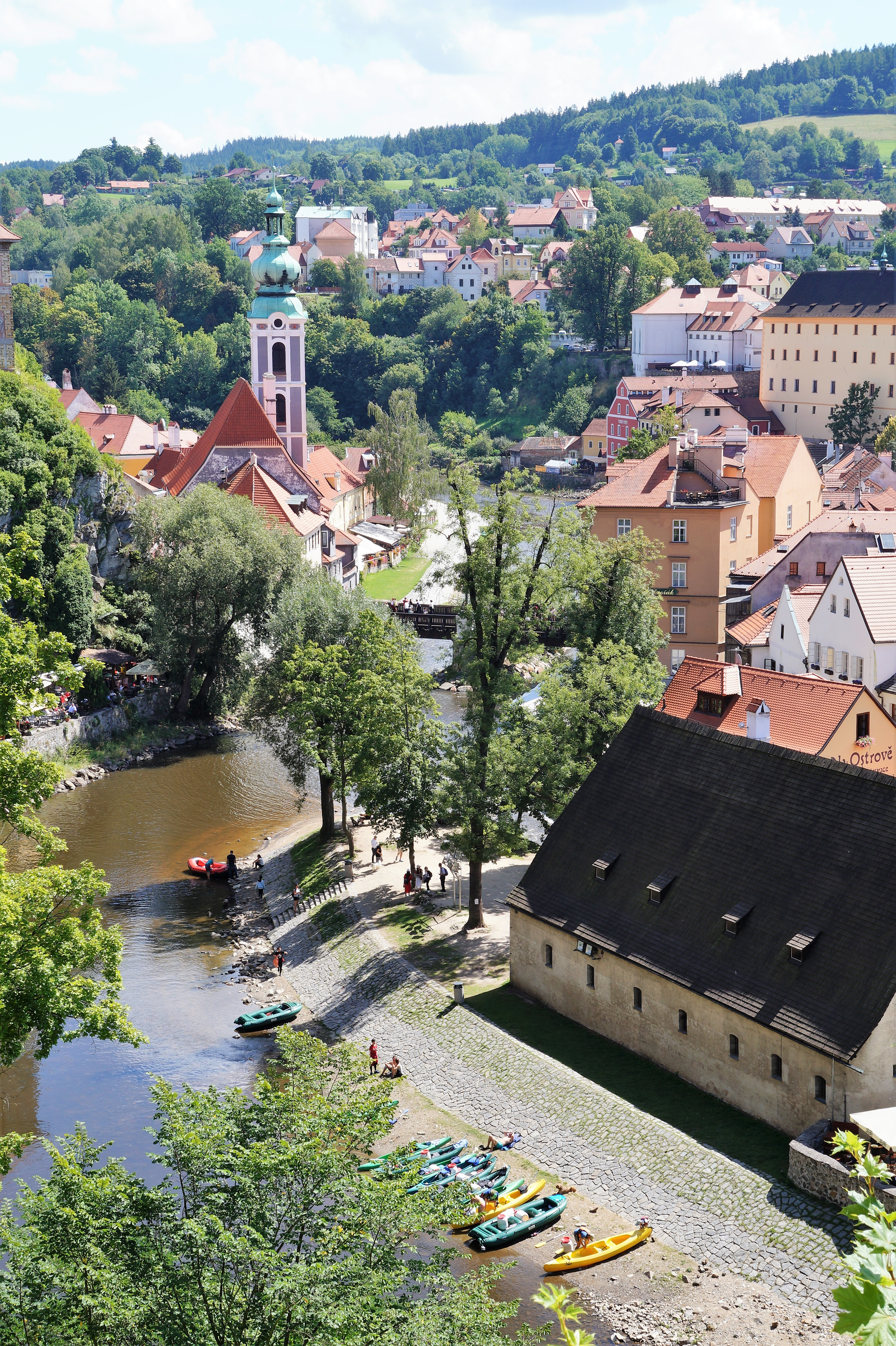
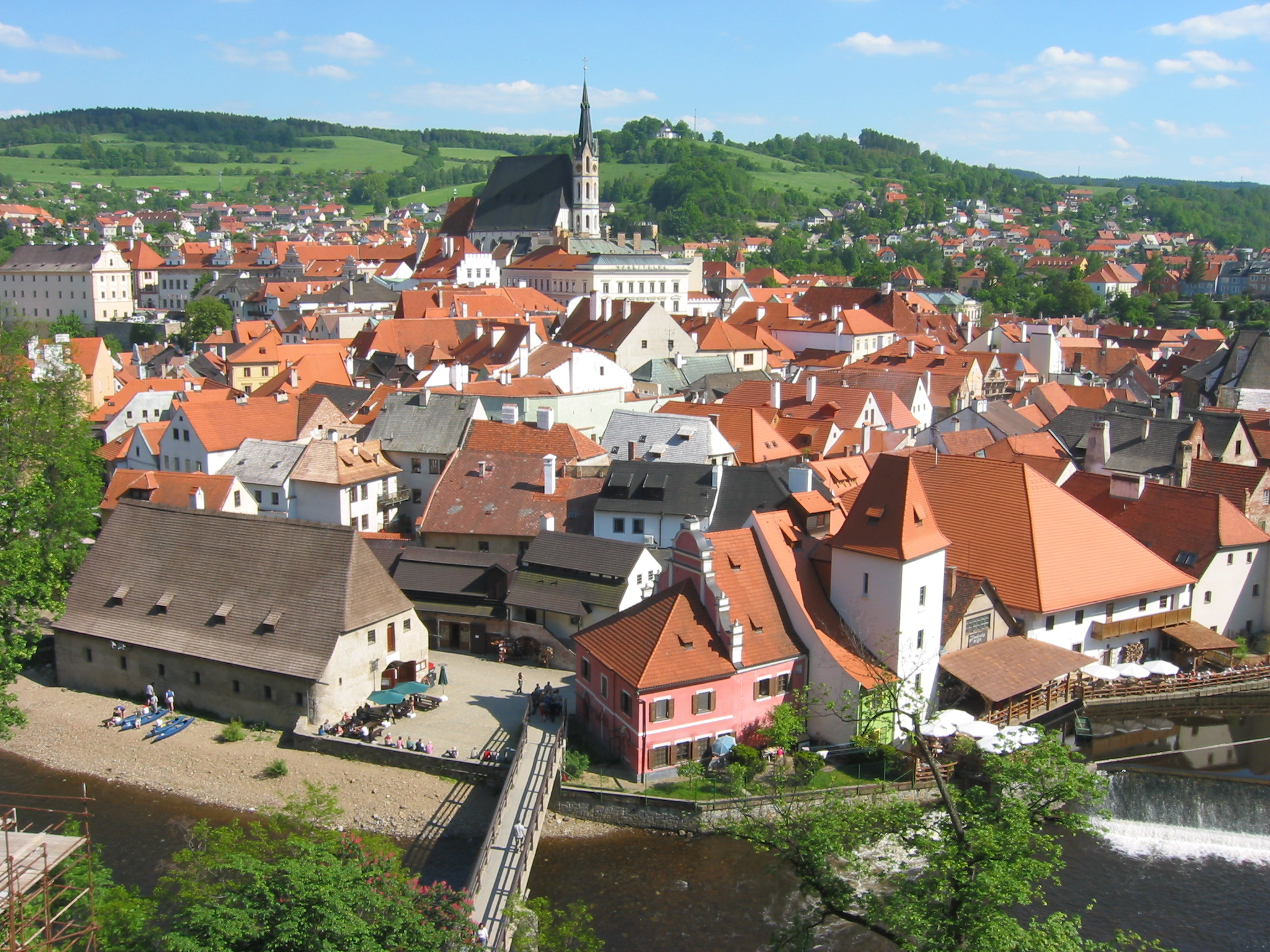
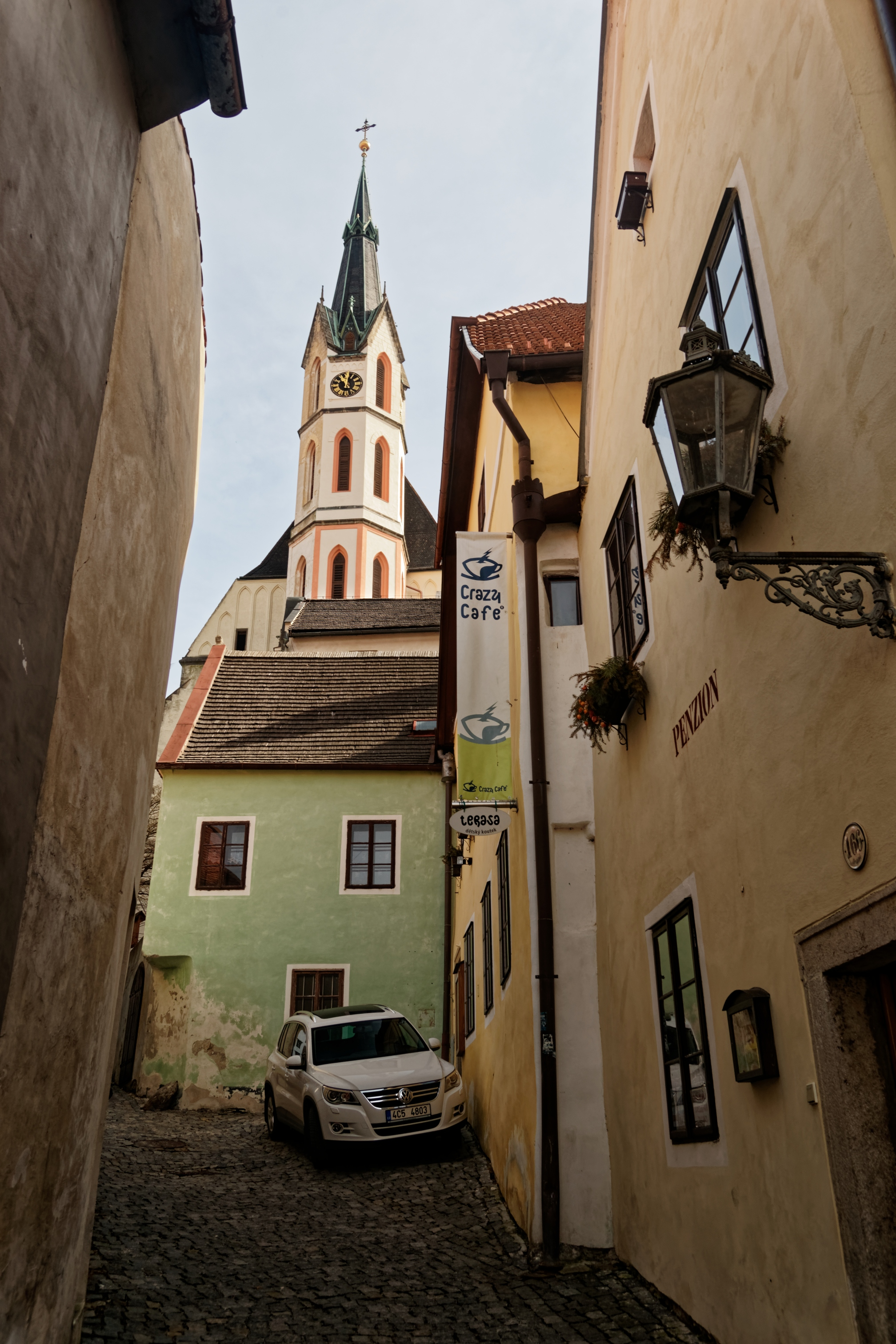
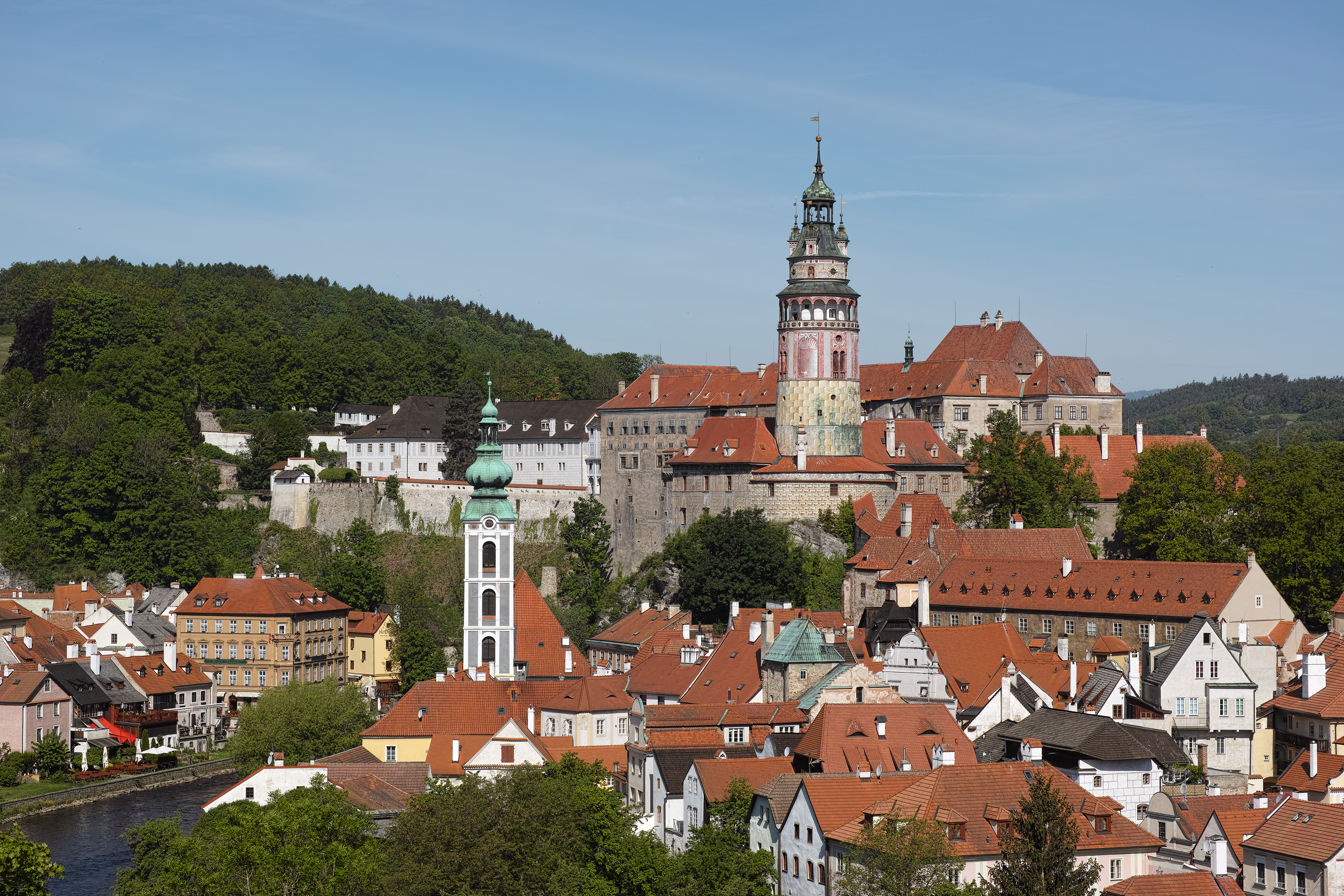
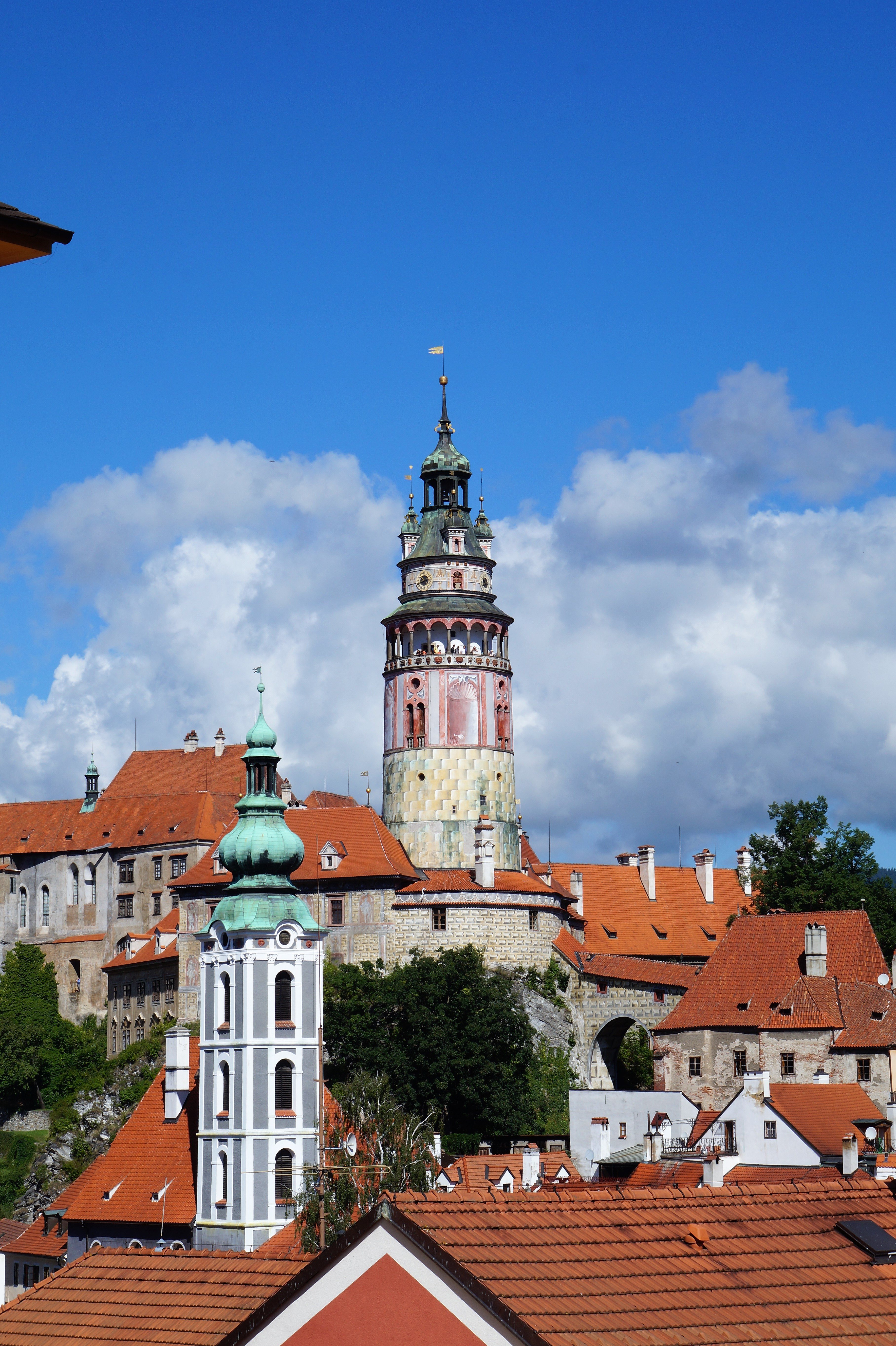